# ميلوس ديليتيتش
ميلوس ديليتيتش (مواليد 14 أكتوبر 1993) هو لاعب كرة قدم صربي يلعب في مركز الجناح الأيمن في نادي فولوس.

## وصلات خارجية
- ميلوس ديليتيتش على موقع قاعدة بيانات كرة القدم.إي يو (الإنجليزية)
- ميلوس ديليتيتش على موقع Soccerway.com (الإنجليزية)